# Dicrodiplosis fasciata
Dicrodiplosis fasciata är en tvåvingeart som beskrevs av Jean-Jacques Kieffer 1895. Dicrodiplosis fasciata ingår i släktet Dicrodiplosis och familjen gallmyggor.
Artens utbredningsområde är Frankrike. Inga underarter finns listade i Catalogue of Life.